# Tetris DX
Tetris DX est un jeu vidéo sorti sur Game Boy Color en 1998. Le jeu est une variante de Tetris sur Game Boy développé pour ce support, avec notamment l'ajout des couleurs.

## Modes de jeu
Il existe 4 modes de jeux. Le mode Marathon correspond au mode classique de Tetris, il n'y a aucune limite de temps, le but étant de faire le maximum de points avec une vitesse croissante au fur et à mesure de la progression. Le mode Ultra, où le but est de réaliser le maximum de points en 3 minutes. Le mode 40 Lines, dont le but est de faire 40 lignes le plus vite possible. Et le mode VS Computer qui permet de jouer contre l'ordinateur. Pour le battre, il est indispensable de réaliser des coups forts (DOUBLE, TRIPLE ou TETRIS) . Les coups réalisés font augmenter une jauge de victoire à gauche de l'écran.
Il existe un mode 2 joueurs, semblable au mode VS Computer, où le but est de réaliser le maximum de lignes tout en ayant une chance de les renvoyer à son adversaire (sous forme de lignes noires) et tenter de le faire perdre, en remplissant son espace de jeu jusqu'en haut. Pour avoir la possibilité de jouer à ce mode, il faut un Câble Link et le relier à deux Game Boy Color. Il suffit ensuite d'aller dans le mode 2 joueurs, faire une partie et le jeu commence.

## Profils
Le jeu dispose de 3 profils différents avec un nom personnalisable limité à 8 caractères, et un profil "Guest". Les meilleurs scores dans chaque mode sont sauvegardés sur les profils
Des pourcentages sont affichés sur chaque profil, correspondant aux nombres de lignes effectuées.
Exemple :
- TETRIS (4 lignes) = 75,00 %.
- TRIPLE (3 lignes) = 10,00 %.
- DOUBLE (2 lignes) = 5,00 %.
- SINGLE (1 ligne) = 10,00 %.

L'exemple indique que le joueur sous ce profil a réalisé 75 % de TETRIS, (soit 4 lignes débarrassées en un coup, le meilleur coup possible) 10 % de TRIPLE, 5 % de DOUBLE et 10 % de SINGLE (soit une seule ligne débarrassée en un coup).
Le "POWER" augmente si le joueur réalise des coups forts. Si le joueur ne fait que des TETRIS par exemple, il aura un "POWER" de grande importance.

## Bonus

### Bonus des fusées
Dans le mode Marathon, lorsque le joueur perd la partie, une animation de décollage de fusée apparaît. La fusée et son comportement dépend du score réalisé. À partir de 10 000 points, il y a une petite fusée peu visible, qui laisse un oiseau passer, décolle, fait un tour complet sur elle-même, et suit l'oiseau. À partir de 30 000 points, il y a une fusée de taille moyenne. Elle décolle, mais un parachute sort et la fait redescendre. À partir de 50 000 points, il y a une bouteille de champagne, qui monte, mais retombe et le bouchon sort ainsi que le champagne, et il tombe en pluie. À partir de 100 000 points, il y a la statue de la Liberté. Elle décolle puis redescend, mais grâce à son flambeau, elle parvient à s'envoler dans l'espace. À partir de 150 000 points, il y a une navette spatiale, mais elle présente un défaut technique et ne décolle pas. À partir de 200 000 points, il y a également une navette spatiale, mais de taille plus imposante qui parvient à décoller pour ensuite se retourner et laisser tomber des tetrominos.

### Feux d'artifice
À la fin du mode 40 lignes, si vous réussissez, vous aurez droit à un bonus comme dans celui du marathon, c'est un feu d'artifice.
Le feu d'artifice se compose de fusées qui correspondent aux lignes faites dans la partie : chaque SIMPLE produira de petits feux, chaque DOUBLE fera une plus grosse explosion. Les TRIPLE quant à eux font de très grosses explosions et chaque TETRIS produira une fusée laissant apparaître à chaque fois un animal marin différent. Il faut réaliser dix TETRIS ou plus, pour pouvoir admirer un dauphin, un requin et une grosse baleine.
Également, en fonction du temps réalisé, le joueur a droit à un paysage différent.

### Économiseur d'écran
Au sommaire, en attendant quelques minutes, on peut voir apparaître une partie de Tetris, des petits poissons dans le fond de la mer, des petits triangles multicolores sur fond noir ou encore une craie multicolore qui écrit « NINTENDO Game Boy COLOR » sur un tableau.

## Difficultés du jeu
Dans les quatre modes, il est possible de choisir son niveau de jeu de 0 à 9, qui fait varier la vitesse de chute de pièces et le score obtenu pour chaque ligne effectuée. Dans le mode 40 Lines, le joueur peut choisir l'étage en même temps que le niveau de jeu, réduisant la taille verticale de la zone de jeu.
Le niveau 0 fait commencer le joueur au niveau de vitesse le plus bas et les scores réalisés au départ sont faibles.
Le niveau 9 permet de réaliser des scores rapides mais le niveau de difficulté est élevé dès le départ.

## Musique
Le joueur peut choisir entre quatre thèmes différents, qui accompagne les différentes parties.